# Eric Carr
Paul Charles Caravello (12. července 1950 – 24. listopadu 1991), známý jako Eric Carr, byl americký hudebník, v letech 1980 až 1991 bubeník hard rockové skupiny KISS.
Eric Carr se do skupiny dostal začátkem 80. let, když se KISS rozhodli vyhlásit veřejný konkurz, kterým chtěli získat náhradu za problematického Petera Crisse. Posledním albem, jehož nahrávaní se Criss se skupinou zúčastnil, bylo Love Gun z roku 1977. V době své návštěvy konkurzu se Paul Caravello živil opravováním kachlí a přitom hrával na bicí v různých skupinách. Byl posledním z uchazečů a poté, co předvedl svůj výkon, požádal Paula Stanleyho, Gene Simmonse a Ace Frehleyho o autogramy. Doufal, že má aspoň nějakou šanci, že bude vybrán. Poté, co se stal členem skupiny, začal používat pseudonym Eric Carr. První maskou, kterou ve skupině měl, byla "The Hawk" (sokol, jestřáb), ale změnil si ji na "The Fox" (liščí masku).
První albem, který se skupinou Kiss nahrál, bylo album Music From "The Elder", soundtrack k neexistujícímu filmu. Toto album bylo úletem skupiny k mystickému art rockovému hudebnímu stylu. Byl autorem skladby "Under the Rose", s refrénem ve stylu gregoriánského chorálu. Eric byl i spoluautorem několika skladeb na albech Lick it Up, Animalize a Crazy Nights.
Podle Bruce Kulicka byl Eric Carr členem skupiny, který je pro fanoušky nejpříjemnější. Odpovídal na každý fax od fanoušků, který dostal, a někdy dokonce zavolal fanouškům. Kulick si vzpomíná, že podepisoval autogramy pro fanoušky v mrazivém počasí před jejich hotelem, protože fanoušci nesměli do haly.
Fanoušky je často hodnocen jako jeden z nejlepších bubeníků v historii skupiny, pro jeho intenzivní a přesný styl hry, odlišný od jemnější, jazzem ovlivněné Crissovy techniky. Carrův styl hry na bicí je lépe identifikovatelný na nahrávkách dalšího alba skupiny,Creatures of the Night z roku 1982. Nebyl jen hráčem na bicí, ale jednalo se o zpěváka, ovládal i jiné hudební nástroje jako je kytara, basová kytara, klavír. Nazpíval i novější verzi skladby "Beth", která byla nahraná pro jejich kompilační album Smashes, Thrashes & Hits z roku 1988. V roce 1989 nazpíval svou skladbu "Little Caesar" na album Hot In The Shade. Carrovo poslední koncertní vystoupení s KISS bylo 9. listopadu 1990 v Madison Square Garden (New York).
Během koncertního turné k albu Hot in the Shade začal mít Eric zdravotní problémy. Byl mu diagnostikován nádor na srdci. Podstoupil operaci, při které mu byly odstraněny tumory na pravé srdeční komoře a na plicích. Navzdory radikální léčbě se Ericův zdravotní stav nezlepšoval a 24. listopadu 1991 zemřel ve věku 41 roků, ve stejný den jako frontman skupiny Queen, Freddie Mercury.
Jeho poslední nahrávka s KISS byla skladba "God Gave Rock 'N Roll To You II.", ke které nazpíval vokály. U bicích nástrojů ho nahradil Eric Singer, který předtím hrál ve skupině Paula Stanleyho. Také se objevil na videu natočeném k této skladbě. Po jeho smrti se stal Eric Singer dalším z bubeníků skupiny KISS. Jako pocta byla Carrovi věnována poslední skladba alba Revenge s názvem "Carr Jam 1981". Je to improvizované sólo na bicí, které bylo nahrané během výroby alba Music From The Elder. Kytarový part Ace Frehleyho bylo v původní nahrávce sólem, které nahrál Bruce Kulick.
Je pochován na hřbitově Cedar Hill ve městě Newburgh, ve státě New York.

## Vybavení
Carr používal po celou svojí kariéru bicí značky Ludwig Drums a hardware značky Pearl, činely značky Paiste. Během svojí kariéry vyměnil a vyzkoušel mnoho paliček a typů od různých firem.
Ale hlavní značkou jeho paliček je Regal Tip 2B Hickory.

### Značky paliček (podle roků)
Ludwig Hickory 5B a Hickory 2B (1979 – 1981)
Manny's Music 5B (1981)
Regal Tip 2B Hickory (1982 – 1983)
Rug Caddy 2B Maple (1982 – 1984) (tato firma dělala pro něj rukavice na paličky)
Cappella 2B Hickory (1983 – 1984)
ProMark 5B Oak (1983 – 1986)
ProMark 5B Hickory (1984 – 1985)
Regal Tip 2B Hickory (1987 – 1990) (podpisové modely)

## Diskografie
- Music from The Elder (listopad 1981)
- Killers (květen 1982)
- Creatures of the Night (říjen 1982)
- Lick It Up (září 1983)
- Animalize (září 1984)
- Asylum (září 1985)
- Crazy Nights (září 1987)
- Smashes, Thrashes & Hits (listopad 1988) (zpěv ve skladbě "Beth")
- Hot in the Shade (říjen 1989)
- Revenge (květen 1992)
- You Wanted the Best, You Got the Best!!
- Rockology (duben 2000)
- The Box Set (listopad 2001)
- The Very Best of Kiss (srpen 2002)
- The Best of Kiss, Volume 2: The Millennium Collection (červen 2004)
- Gold (leden 2005)

## Alba, na kterých spolupracoval
- Bryan Adams: Cuts Like a Knife – spoluautor skladby "Don't Leave Me Lonely"
- Wendy O. Williams: W.O.W. – bicie v skladbe "Legends Never Die" a spoluautor skladby "Ain't None of Your Business"
- Frehley's Comet: Frehley's Comet – spoluautor skladby "Breakout" (podobná hudbě Carr Jam 1981 z alba Revenge)
- PROPHECY: A Tribute to Eric Carr – Radio ID and performed "Your Turn to Cry"